# Нечаевский сельсовет (Дагестан)
Нечаевский сельсовет — административно-территориальная единица и муниципальное образование со статусом сельского поселения в Кизилюртовском районе Дагестана Российской Федерации.
Административный центр — село Нечаевка.

## Население
| 2002  | 2010  | 2012  | 2013  | 2014  | 2015  | 2016  |
| ----- | ----- | ----- | ----- | ----- | ----- | ----- |
| 6555  | ↘5239 | ↗5393 | ↗5543 | ↗5728 | ↗5882 | ↗5975 |
| 2017  | 2018  | 2019  | 2020  | 2021  | 2023  | 2024  |
| ↗6113 | ↗6272 | ↗6341 | ↗6432 | ↗7005 | ↗7121 | ↗7218 |
| 2025  |       |       |       |       |       |       |
| ↗7321 |       |       |       |       |       |       |

## Состав
| № | Населённый пункт | Тип населённого пункта       | Население |
| - | ---------------- | ---------------------------- | --------- |
| 1 | Мацеевка         | село                         | ↗678      |
| 2 | Нечаевка         | село, административный центр | ↗6327     |